# Ташара
Ташара́ — село в Мошковском районе Новосибирской области. Входит в Ташаринский сельсовет.

## География
Расположено в 90 км от областного центра города Новосибирска и в 30 км от районного центра Мошково на берегу реки Обь. Село окружено хвойным лесом. По данным 1996 года население села насчитывало 3913 человек.
Крупных промышленных предприятий нет. Есть детский сад, средняя общеобразовательная школа, больница, пожарная часть, почта, дом культуры, предприятия ЖКХ, АТС на 500 номеров и множество магазинов. Отремонтирована церковь. Также в селе действует деревообрабатывающий цех и перевалочный пункт ОАО «Западно-Сибирское речное пароходство».

## История

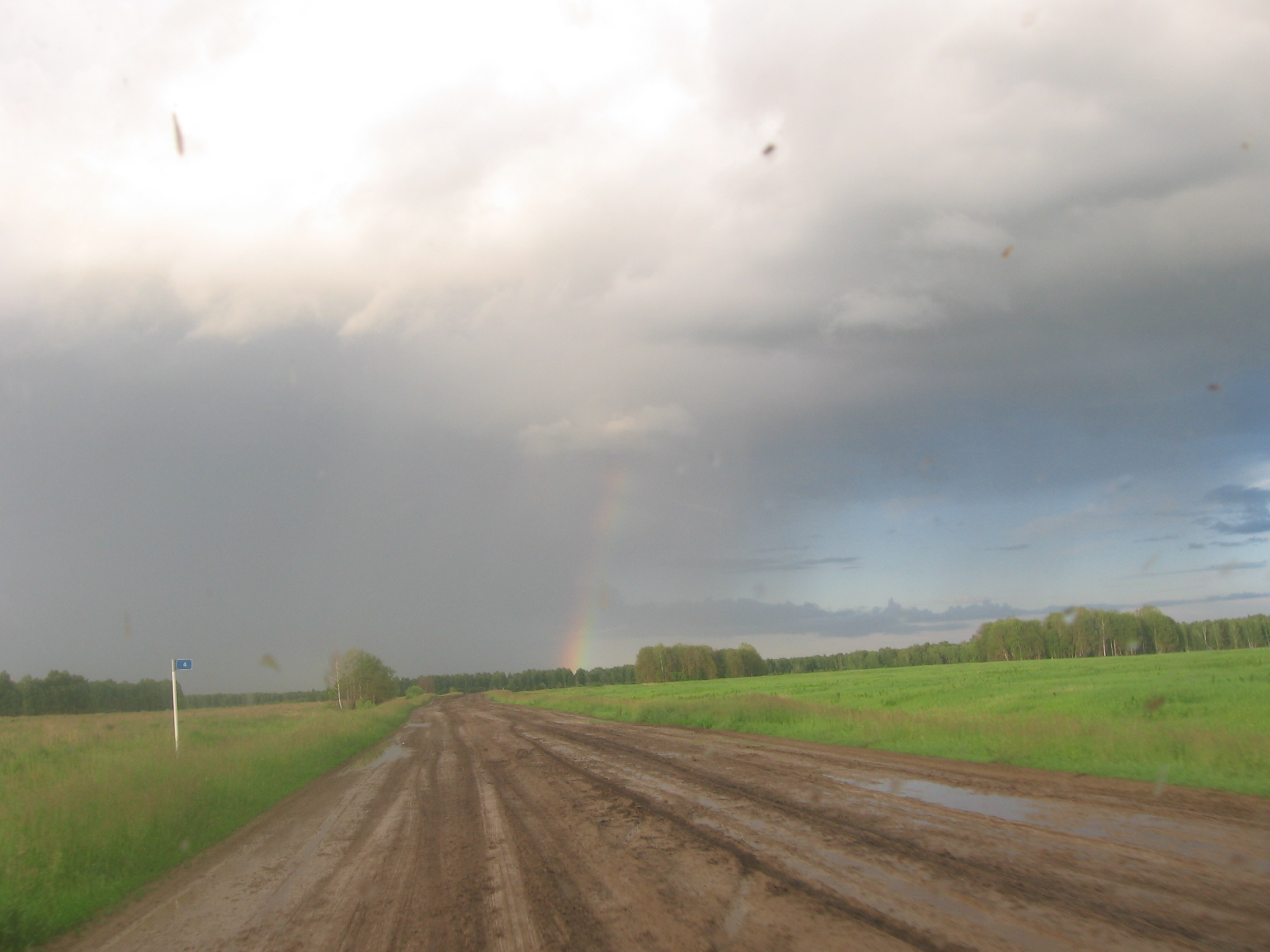
Современный вид части Московско-Сибирского тракта между деревнями Ташара и Умрева

Село возникло в первой половине XVIII века на Московско-Сибирском тракте недалеко от Умревинского острога. Как и многие другие деревни возле Московского тракта, Ташара основана переселенцами из Европейской части России. Представители различных национальностей мигрировали в Сибирь, постепенно заселяя местность вдоль тракта. Дорога играла огромную роль в жизни таких как Ташара поселений, из-за этого потеря Московско-Сибирским трактом своей значимости после строительства Западно-Сибирской железной дороги негативно сказалось на развитии деревень и сёл, расположенных вдоль него.
До 1917 года жители села занимались сельским хозяйством, исполняли ямскую повинность и в зимнее время заготавливали дрова для пароходов, ходивших по реке Обь.
В 1950-х годах было начато строительство лесоперерабатывающего комбината НЛПК-2, а вместе с ним встал вопрос о строительстве железнодорожной ветки до села. Первоначально рассматривалось 2 направления, Станционно-Ояшинский — Ташара и Мошково — Ташара. В результате было выбрано второе направление и в 1956 году начато проектирование, а осенью 1962 год строительство было завершено. Протяженность железнодорожной ветки составила 32 км. Первый груз леса был перевезен осенью 1963 года. В 1967 году был пущен ещё и пассажирский поезд. Пик перевозок был зафиксирован в 1968 году. Во времена перестройки комбинат НЛПК-2 вместе с железной дорогой пришли в упадок, а в 2002 году был начат разбор железнодорожного полотна. К 2005 году насыпь бывшей железной дороги местами полностью заросла, на некоторых участках встречаются остатки шпал. Здание станции в селе Ташара используется под магазин.

## Население
| 2002 | 2007  | 2010  |
| ---- | ----- | ----- |
| 3408 | ↗3633 | ↘3058 |